# 上江洲誠
上江洲誠（日语：／ Uezu Makoto）是一名日本男性編劇。出身於大阪府。代表作包括传颂之物、瀨戶的花嫁、School Days。

## 人物
- 大阪藝術大學藝術學系映像學科退學後，在2002年加入成為編劇（腳本家），到2004年離開，目前仍是自由身。[1]
- 不論是輕鬆或是嚴肅的作品都有參與，參與不少元永慶太郎及岸誠二擔任導演的動畫作品。
- 參與岸誠二導演的《瀨戶的花嫁》動畫第1話配音。

## 參與作品

### 電視動畫
- 陸上防衛隊（2002年）腳本
- 瓶詰妖精（2003年）腳本
- 愛的魔法（2003－2004年）腳本
- 真實夢境（2004年）系列構成（與黑田洋介共同擔任）、腳本
- 極樂天師（2005年）系列構成、腳本
- 極樂天師 喝!!（2006年）系列構成、腳本
- 传颂之物（2006年）系列構成、腳本
- 幸運女神 各自的羽翼（2006年）腳本
- 甜蜜偶像（2006年）腳本
- 瀨戶的花嫁（2007年）系列構成[2]、腳本。劇中歌作詞。
- sola（2007年）腳本
- School Days（2007年）系列構成、腳本。劇中歌作詞。
- 染红的街道（2008年）系列構成、腳本
- 天體戰士（2008年）系列構成、腳本
- 遊魂 -Kiss on my Deity-（2009年）系列構成、腳本
- 天體戰士桑雷德（第2期）（2009年）系列構成（與中村浩二郎共同擔任）、腳本
- 刀語（2010年）系列構成[3]、腳本
- 聖痕鍊金士（2010年）系列構成、腳本[4]
- 神樣DOLLS（2011年）系列構成・腳本
- 宇宙兄弟（2012年）系列構成・腳本
- 彈丸論破（2013年）系列構成・腳本
- 蒼藍鋼鐵戰艦（2013年）系列構成・腳本
- 屬性同好會（2014年）系列構成・腳本
- 斬！赤紅之瞳（2014年）系列構成
- 結城友奈是勇者（2014年）系列構成
- 為美好的世界獻上祝福！（2015年）系列構成
- 暗殺教室（2015年）系列构成、腳本
- 亂步奇譚 拉普拉斯的遊戲（2015年）系列構成
- 人渣的本願（2017年）系列構成・腳本
- 博人传-火影次世代- (2017年) 系列構成・腳本
- 虚空魔境（2018年）系列構成・腳本
- 空挺Dragons（2020年）系列構成・腳本
- 逆轉世界的電池少女（2021年）系列構成・腳本

### OVA
- School Days OVA「Valentine Days」（2008年）系列構成、脚本
- School Days OVAスペシャル 〜マジカルハート☆こころちゃん〜（2008年）系列構成、腳本
- QUIZ MAGIC ACADEMY ～The Original Animation～（2008年）腳本
- 瀨戶的花嫁OVA仁/義（2008年/2009年）系列構成、脚本
- あかね色に染まる坂 ハードコア OVAですよにいさん!!（2009年）系列構成
- QUIZ MAGIC ACADEMY ～The Original Animation～（2010年）脚本監修
- 英雄傳說 空之軌跡 THE ANIMATION（2011年）系列構成、腳本
- 幻想嘉年華（2011年）系列構成、腳本
  - Fate/Grand Carnival（2021年）系列構成、腳本
- Fate/Prototype（2011年）腳本
- 拳願阿修羅（2019年）系列構成、脚本

### 廣播劇CD
- Fate/Zero（2008年）系列構成、脚本
- 屍體派對（2009年）脚本
- （2009年）腳本監修
- 瘋狂怪醫芙蘭（2009年）腳本

### 成人遊戲
- （2010年）專案成員、腳本總監修[5]

## 關聯條目
- 黑田洋介